# Филадельфия (округ)
Округ Филадельфия (англ. Philadelphia County) располагается в штате Пенсильвания, США. Официально образован в 1682 году. По состоянию на 2013 год, численность населения составляла 1 553 165 человек.

## География
По данным Бюро переписи США, общая площадь округа равняется 370,370 км2, из которых 349,650 км2 суша и 20,720 км2 или 5,290 % это водоёмы.

### Соседние округа

#### В Пенсильвании
- Бакс
- Делавэр
- Монтгомери

#### В Нью-Джерси
- Берлингтон
- Камден
- Глостер

## Население
По данным переписи населения 2000 года в округе проживает 1 517 550 жителей в составе 590 071 домашних хозяйств и 352 272 семей. Плотность населения составляет 4 337,30 человек на км2. На территории округа насчитывается 661 958 жилых строений, при плотности застройки около 1 891,9-ти строений на км2. Расовый состав населения: белые — 45,00 %, афроамериканцы — 43,20 %, коренные американцы (индейцы) — 5,50 %, азиаты — 0,30 %, гавайцы — 0,10 %, представители других рас — 5,80 %, представители двух или более рас — 2,20 %. Испаноязычные составляли 8,50 % населения независимо от расы.
В составе 27,60 % из общего числа домашних хозяйств проживают дети в возрасте до 18 лет, 32,10 % домашних хозяйств представляют собой супружеские пары проживающие вместе, 22,30 % домашних хозяйств представляют собой одиноких женщин без супруга, 40,30 % домашних хозяйств не имеют отношения к семьям, 33,80 % домашних хозяйств состоят из одного человека, 11,90 % домашних хозяйств состоят из престарелых (65 лет и старше), проживающих в одиночестве. Средний размер домашнего хозяйства составляет 2,48 человека, и средний размер семьи 3,22 человека.
Возрастной состав округа: 25,30 % моложе 18 лет, 11,10 % от 18 до 24, 29,30 % от 25 до 44, 20,30 % от 45 до 64 и 20,30 % от 65 и старше. Средний возраст жителя округа 34 лет. На каждые 100 женщин приходится 86,80 мужчин. На каждые 100 женщин старше 18 лет приходится 81,80 мужчин.
Средний доход на домохозяйство в округе составлял 30 746 USD, на семью — 37 036 USD. Среднестатистический заработок мужчины был 34 199 USD против 28 477 USD для женщины. Доход на душу населения составлял 16 509 USD. Около 18,40 % семей и 22,90 % общего населения находились ниже черты бедности, в том числе — 31,30 % молодежи (тех, кому ещё не исполнилось 18 лет) и 16,90 % тех, кому было уже больше 65 лет.

## Управление
Округ управляется 17-местным советом, состоящим из 10 членов, избранных по одномандатным округам (9 демократов, 1 республиканец), и 7 членов, избранных по многомандатному округу (5 демократов, 2 партия рабочих семей).